# موریتس ینز
موریتس ینز (انگلیسی: Moritz Jenz؛ زادهٔ ۳۰ آوریل ۱۹۹۹) بازیکن فوتبال اهل آلمان است.